# Пламъкът на сърцето
Пламъкът на сърцето (на турскиː Yol Arkadaşım, в буквален преводː Моят спътник) е турски драматичен, романтичен и комедиен телевизионен сериал, продуциран от Sis Yapım и режисиран от Ърмак Чъъ.
Сериалът започва да се излъчва по Kanal D на 12 май 2008 г. Действието се развива по крайбрежието на Егейско море, като разказва история, фокусирана върху силните женски персонажи.
Сериалът е заснет в Айвалък в квартал Балъкесир, както и на остров Джунда. Сценарият на Чаан Ирмак представя откъси от живота на съвременните хора. Сериалът привлича вниманието с приликата си с турския игрален филм „Баща ми и синът ми“. Първият сезон завършва с излъчването на пестия епизод на 23 юни 2008 г. Сериалът се излъчва по Kanal D до 21 декември 2008 г., когато е излъчен 21-вият епизод. Излъчва се по Kanal D до последния епизод. След едномесечна пауза сериалът се завръща на екраните на 29 януари 2009 г. с 22-рия си епизод, но вече по Star TV. Финалният 41-ви епизод е показан на 15 юни 2009 г. Сериалът се състои се общо от 2 сезона.

## Актьорски състав
| Актьор            | Персонаж                                 |
| ----------------- | ---------------------------------------- |
| Йозге Йозберг     | Айла Елмасташ                            |
| Полат Билгин      | Суат Узан (Приятел от детството на Айлa) |
| Танжу Тунджел     | Бахрийе Елмасташ                         |
| Юмит Йесин        | Ръза Елмасташ (чичо на Айла)             |
| Айше Тунабойлу    | Хамийет Елмасташ                         |
| Серхат Кълъч      | Илкер Елмасташ (Големият син на Ръза)    |
| Гонджагюл Сунар   | Рукие Елмасташ (Съпруга на Илкер)        |
| Кая Аккая         | Сонер Елмасташ (Малкияр син на Ръза)     |
| Синан Тузджу      | Сертач Айдениз (бившият съпруг на Айла)  |
| Мелис Мутлуч      | Ейлюл Айдениз                            |
| Айшенил Шамлъоглу | Хафизе Турак                             |
| Шейля Халис       | Месарет Афшън                            |
| Ъшъл Юджесой      | Налян (лейля на Айля)                    |
| Деря Артемел      | Айшен Бату                               |
| Махмут Гьокгьоз   | Исмаил Узан                              |
| Шенай Аксой       | Зихсан Илтериш                           |
| Емине Шанс Умар   | Наиле Сюмер                              |
| Емре Мелемез      | Дуран Бараджа                            |

## Излъчване
| Сезон | Дата и час                          | Начало на сезона    | Край на сезона | Брой заснети епизоди | Общо епизоди | ТВ сезон       | Телевизионен канал |
| ----- | ----------------------------------- | ------------------- | -------------- | -------------------- | ------------ | -------------- | ------------------ |
| 1     | Понеделник 20.00/22.15 ч.           | 12 май 2008 г.      | 23 юни 2008 г. | 6                    | 1-6          | 2008 г.        | Kanal D            |
| 2     | понеделник/четвъртък 20.00/22.15 ч. | 1 септември 2008 г. | 15 юни 2009 г. | 35                   | 7-41         | 2008 – 2009 г. | Kanal D / Star TV  |

## В България
Сериалът започва излъчване в България на 7 юни 2010 г., всеки делиничен ден от 16ː30 часа, по Нова телевизия и завършва на 13 август. Ролите озвучават артистите Гергана Стоянова, Венета Зюмбюлева, Таня Димитрова, Цветан Ватев и Ивайло Велчев. Обработката е на студио „Доли“. 